# شهرستان کلهون (آیووا)
شهرستان کلهون، آیووا (به انگلیسی: Calhoun County, Iowa) شهرستانی در ایالات متحده آمریکا است که در آیووا واقع شده‌است.